# Kunst in der Provinz
Kunst in der Provinz e. V. ist der Name eines am 12. Dezember 1980 in der niedersächsischen Kleinstadt Syke gegründeten Kunstvereins mit mehr als 240 Mitgliedern, der Künstlerinnen und Künstlern im Bereich vor allem südlich von Bremen (in der „Provinz“) eine Platt- und Organisationsform zur Darstellung ihres künstlerischen Schaffens gibt. Er schafft Kontakte unter Künstlern und zu ihnen, vermittelt wiederum Ausstellungen oder Veranstaltungen, bei denen sie der Öffentlichkeit ihr künstlerisches Schaffen vorstellen können. Außerdem hat der Verein sich das Ziel gesetzt, das kulturelle Leben im ländlichen Raum zu bereichern.
Der Verein ging aus einem „Künstlerstammtisch“ hervor, der im Zusammenhang mit Aktionen gegen die Kreisreform in Niedersachsen 1976/77 in Syke und Umgebung aktiv geworden war. Die Proteste der Künstlerinnen und Künstler im damaligen Landkreis Grafschaft Hoya richteten sich gegen die Zerschlagung/Zerstückelung „ihres“ Landkreises. Die Kreisreform wurde gegen alle Widerstände durchgeführt – der Verein „Kunst in der Provinz e.V.“ blieb am Leben.
Die Mitglieder kommen überwiegend aus dem Landkreis Diepholz und sind sowohl im Bereich der Bildenden Kunst tätig (Maler, Graphiker, Bildhauer, Fotografen), als auch in jenen der Darstellenden Kunst (Musiker, Komponisten, Kleinkunstdarsteller) und der Literatur (Autoren). Des Weiteren gehören Galeristen und Kulturvereine dem Zusammenschluss an.
Die Aktivitäten des Vereins umfassen vielfältige Veranstaltungen an verschiedenen Orten, die häufig in Zusammenarbeit mit Städten und Gemeinden, öffentlichen Institutionen oder anderen Vereinen durchgeführt werden. Beispielsweise werden Werkstattbesuche organisiert, bei denen Künstler Einblick in ihr Schaffen geben, des Weiteren finden Künstlertreffs an wechselnden Orten statt, Autorenlesungen, Kunstausstellungen, Fototreffen, Musik-, Literatur- und Kabarettdarbietungen, sowie Kunstreisen unter fachkundiger Leitung.
Bislang wurden mehr als zwanzig Kunstpreise für verschiedene künstlerische Bereiche vom Verein vergeben.
1. Vorsitzender war bis zu seinem Tod im Jahr 2001 Hans O. E. Gronau – Maler, Graphiker, Fotograf und Autor plattdeutscher Werke.
Von 2001 bis zum 26. September 2020 war die Kulturmanagerin Brunhild Buhre (Sulingen) 1. Vorsitzende.
Am 26. September 2020 hat Manfred Evensen den Vorsitz übernommen.
Am 27. April 2024 wurde ein neuer Vorstand gewählt. Erste Vorsitzende ist Rosi Fein.